# O Império Português na Primeira Exposição Colonial Portuguesa
O Império Português na Primeira Exposição Colonial Portuguesa: álbum-catálogo oficial: documentário histórico, agrícola, industrial e comercial, paisagens, monumentos e costumes foi publicado no Porto, no âmbito da Exposição Colonial Portuguesa, no ano de 1934, sob a organização da Agência Geral das Colónias e edição de Mario Antunes Leitão e Vitorino Coimbra, com um total de 457 páginas. Pertence à rede de Bibliotecas municipais de Lisboa e é considerado uma "raridade bibliográfica".